# Шаповал, Юлий
Юлий (Юла, Жюль) Шаповал (3 ноября 1919, Киев — 16 января 1951, Париж) — художник-живописец еврейского происхождения.

## Биография
Родился в Киеве в богатой еврейской семье. Его сестра — певица и художница Белла Шаповал-Муазеско.
В 1924 году вместе с семьёй переехал в Германию, а затем в Париж. Учился на медицинском факультете университета Сорбонны и параллельно посещал уроки живописи в академии Гранд-Шомьер. В 1942 году бежал в Марсель. В 1943 году переехал в Тулузу, где познакомился с Жанной Дэпюжоль, которая в 1946 году стала его женой.
Вернулся в Париж в 1947 году и жил там до смерти.
В 1951 году покончил жизнь самоубийством по невыясненным причинам.